# 監獄學生
《監獄學生》，為泰國Prime於2023年6月9日起播出的電視劇。由諾潘·郭瑪拉川（Tu）、辛迪·畢曉普（Cindy）、阿塔潘·葐沙瓦（Gun）、娜米妲·吉勒娜拉帕（Jane）、查拉·納·宋卡（Neung）、拉查楠·瑪哈菀（Film）、海倫基·查昂格翰（Nani）、吉拉瓦·蘇提瓦尼沙克（Dew）、瓦奇拉維·讓維瓦（Chimon）、凱·勒西提猜（Kay）、朱塔芘·英詹（Jamie）、帕蘭妮·琳帕緹雅空（Love）、查亞彭·朱塔瑪斯（AJ）、查亞功·朱塔瑪斯（JJ）、彬雅帕·珍帕誦（View）、蘇莉婭蕾·亞卡蕾（Prigkhing）、塔納塔·丹賈拉勒（Indy）主演。
此劇由GMMTV製作，並在2021年12月GMMTV的「BORDERLESS」新戲發佈會上公開先導預告片。其後，此劇於2023年6月在Prime首播，同年8月終映。越南的VieON和TV360已获得授权，与泰国同步播出，2023年6月9日起每周五更新2集。

## 劇情簡介
《監獄學生》講述了13名青少年被父母送往寄宿學校學習的故事。該寄宿學校位於無路可逃的密林深處，這些青少年需要在學校完成3年的課程，與外界隔絕，沒有電話或互聯網。 這所學校的生活受到嚴格管制，學生每天被迫在同一時間起床、睡覺和吃飯。 任何不服從的人都會受到懲罰。

## 演員陣容
註：括號內的演員姓名為小名。

### 主要人物
- 諾潘·郭瑪拉川（Tu）飾演 Amin
- 辛迪·畢曉普（英语：Cindy Burbridge）（Cindy）飾演 Yani
- 阿塔潘·葐沙瓦（Gun）飾演 Run
- 查拉·納·宋卡（Neung） 飾演 Prasat
- 拉查楠·瑪哈菀（Film）飾演 Maki
- 海倫基·查昂格翰（Nani）飾演 Tibet
- 吉拉瓦·蘇提瓦尼沙克（Dew）飾演 Nai
- 娜米妲·吉勒娜拉帕（Jane）飾演 White
- 瓦奇拉維·讓維瓦（Chimon）飾演 Pennueng
- 凱·樂希迪柴（Kayavine）飾演 Hugo
- 茱塔芘·英德拉瓊德拉（Jamie）飾演 Jingjai
- 帕蘭妮·琳帕緹雅空（Love）飾演 Phleng
- 查亞彭·朱塔瑪斯（AJ）飾演 Mek
- 查亞功·朱塔瑪斯（JJ）飾演 Mok
- 彬雅帕·珍帕誦（View）飾演 Fuji
- 蘇莉婭蕾·亞卡蕾（Prigkhing）飾演 Biu
- 塔納塔·丹賈拉勒（Indy）飾演 Jean

### 其他人物
- In Nattharinphon Phrommin 飾演 Deluxe
- Sobee Chotiros Kaewpinit 飾演 Phraephon
- 普洛姆皮亞·通普塔拉克（Papang）飾演 Champ
- Dew Seksun Suttijun 飾演 Phoban

## 劇集迴響

### 泰國電視收視
- 收視最低的集數以藍色表示，收視最高的集數以紅色表示，而空格則表示該集的收視沒有相關數據。

| 集數 No.   | 播放日期      | 播放時段 (UTC+07:00) | 平均收視率 | 來源 |
| ---------- | ------------- | -------------------- | ---------- | ---- |
| 製作特輯   | 2023年6月22日 | 星期四 20:30         | 0.1        |      |
| 1          | 2023年6月28日 | 星期三 20:30         | 0.1        |      |
| 2          | 2023年6月29日 | 星期四 20:30         | 0.1        |      |
| 3          | 2023年7月5日  | 星期三 20:30         | 0.1        |      |
| 4          | 2023年7月6日  | 星期四 20:30         | 0.2        |      |
| 5          | 2023年7月12日 | 星期三 20:30         | 0.1        |      |
| 6          | 2023年7月13日 | 星期四 20:30         | 0.1        |      |
| 7          | 2023年7月19日 | 星期三 20:30         | 0.1        |      |
| 8          | 2023年7月20日 | 星期四 20:30         | 0.1        |      |
| 9          | 2023年7月26日 | 星期三 20:30         | 0.1        |      |
| 10         | 2023年7月27日 | 星期四 20:30         | 0.1        |      |
| 11         | 2023年8月2日  | 星期三 20:30         | 0.1        |      |
| 12         | 2023年8月3日  | 星期四 20:30         | 0.1        |      |
| 13         | 2023年8月9日  | 星期三 20:30         | 0.1        |      |
| 14         | 2023年8月10日 | 星期四 20:30         | 0.1        |      |
| 15         | 2023年8月16日 | 星期三 20:30         | 0.1        |      |
| 16         | 2023年8月17日 | 星期四 20:30         | 0.1        |      |
| 17         | 2023年8月23日 | 星期三 20:30         | 0.1        |      |
| 18         | 2023年8月24日 | 星期四 20:30         | 0.1        |      |
| 平均收視率 | 平均收視率    | 平均收視率           | 0.1        | 1    |

^1  基於每集的平均觀眾份額。

## 外部連結
- GMM25 官方網站（泰文）
- GMMTV 官方網站（泰文）
- YouTube上的《監獄學生》播放列表
- MyDramaList 劇集介紹及劇評 （页面存档备份，存于）（英文）
- 豆瓣电影上《監獄學生》的資料 （简体中文）